# Gargoyleosaurus
Gargoyleosaurus parkpinorum
Genre
Espèce
Gargoyleosaurus est un genre éteint de dinosaures ornithischiens, le plus ancien ankylosaurien connu avec le genre Mymoorapelta. 
Il vivait aux États-Unis où il a été découvert dans le Wyoming, dans la formation de Morrison datée du Jurassique supérieur, Kimméridgien à Tithonien inférieur, il y a environ entre 156 et 147 Ma (millions d'années). 
Une seule espèce est rattachée au genre, Gargoyleosaurus parkpinorum, nommée initialement G. parkpini par Ken Carpenter et ses collègues en 1998 avant que K. Carpenter ne le renomme en 2001. 

## Étymologie
Son nom signifie « lézard gargouille » à cause de son crâne qui ressemblait beaucoup aux gargouilles des cathédrales.

## Découvertes

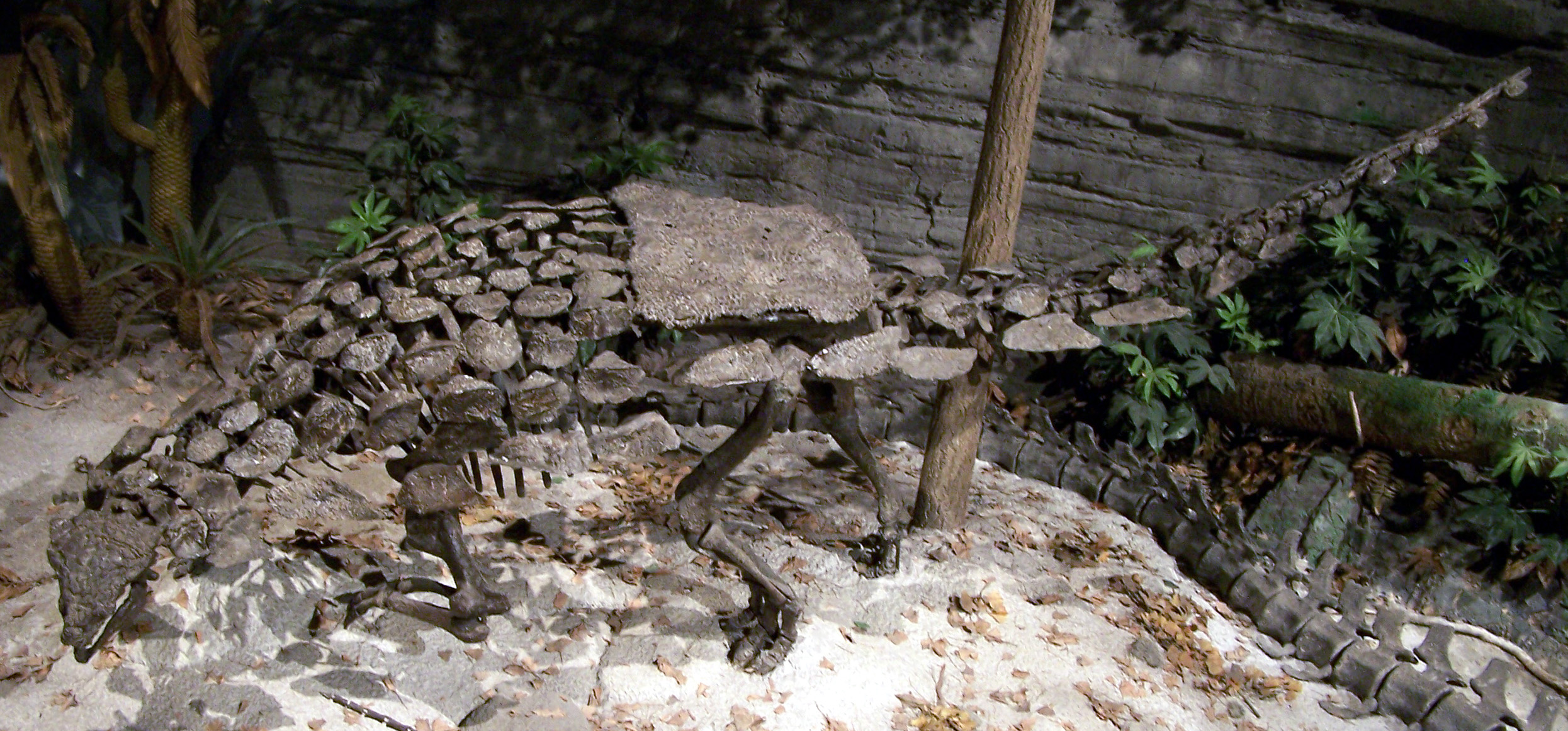
Squelette de Gargoyleosaurus.

L'holotype de Gargoyleosaurus parkpinorum a été découvert en 1996, il est actuellement conservé dans les collections du musée de la nature et des sciences de Denver, Colorado. En plus de l'holotype, deux autres squelettes partiels sont connus. L'holotype est constitué de la plus grande partie du crâne et d'un squelette post-crânien partiel.

## Description
Son crâne mesure 29 centimètres de longueur, et la longueur totale de son corps est d'environ 3 mètres. Il pesait environ une tonne. La disposition des plaques suggère qu'il n'a pas été aussi bien protégé au niveau des épaules et des hanches que les ankylosauriens plus récents. Cependant, il montre un certain nombre de fonctionnalités avancées qui n'existent pas chez les ankylosauridés et qui sont propres aux nodosauridés, comme la cavité nasale qui est rectiligne et non enroulée. Ce dinosaure avait aussi des dents à la fois sur la face supérieure et la face inférieure interne de son bec (la plupart des autres ankylosaures ont des dents sur seulement le bec inférieur).

## Classification
En 2004, Vickaryous et ses collègues placent Gargoyleosaurus parkpinorum au sein de la famille des Ankylosauridae. Cette étude cependant est basée essentiellement sur l'étude du crâne de l'animal, alors que bon nombre des caractéristiques distinctives des Nodosauridae sont dans le squelette post-crânien.
C'est ainsi qu'en 2011, Richard S. Thompson et ses collègues attribuent Gargoyleosaurus à la famille des Nodosauridae et à la sous-famille des Polacanthinae, cette dernière étant parfois considérée comme une famille à part entière (Polacanthidae).